# 林茂塘空中走廊
林茂塘空中走廊位於澳門半島林茂塘，通過連接多座大廈公共走廊從而形成空中走廊。起點由筷子基衛生中心開始，橫跨沙梨頭南街、林茂海邊大馬路等多條主要道路或街道，連接至林茂塘市政臨時休憩區地段。1995年，葡屬澳門政府提出“林茂海邊大馬路都市道路規劃”，提出包括增加休憩空間和構建由筷子基南灣至內港一帶的空中步行通道，要求林茂海邊大馬路一帶各大廈建設時閣樓層須預留公共行人走廊、負擔部分行人天橋及公共樓梯，以形成一條由運順新邨接通至金灣豪庭的空中步行系統，於2024年11月中旬全部貫通。
另外，鄰近林茂塘的筷子基已有兩條行人天橋，於2022年正式啟用，分別連接沙梨頭南街和沙梨頭新街，連接兩邊行人道及可經信步閑庭一樓走道往來運順新邨及聯薪廣場。同時計劃在沙梨頭北街至俾若翰街之間鄰近“沙梨頭北街／筷子基北灣”巴士總站或筷子基北灣休憩區處興建行人天橋，減輕該處作為主幹道的交通負荷。

## 歷史

### 林茂塘空中走廊
1995年，當時葡屬澳門政府土地工務運輸司提出“林茂海邊大馬路都市道路規劃”，要求發展商在新樓處延建公共行人通道，擬透過各大廈公共走廊及通道相接駁，全長約四百米。打造一條貫穿海擎天至金灣豪庭的空中走廊，但因政府後期監管不力，多棟大廈落成後導致各大廈通間接駁通道及天橋而斷開“一截截”無法成行。空中走廊全長400米，共涉及11個地段，須興建9條公共走廊、7條通道、4條天橋。連接成一道空中走廊。當年被視為前瞻規劃，因應多幢新廈將落成而衍生大量人車流提前部署，以便人車分流。
2015年3月，位於林茂海邊大馬路與船澳街交界側的行人天橋動工，但相關工程引起道路安全包括行車和行人之相關問題。其後交通事務局於兩道路交界新闢路口和安裝交通燈，並於2015年6月26日上午10時正式開通予公眾使用。
2016年3月中旬，澳門立法會直選議員在書面質詢中敦促當局採取具體措施，加快完成興建林茂塘空中走廊，引用林茂海邊大馬路都市道路規劃內容，但當時僅只有有泉福翡翠發展商按批地合同正興建一條行人天橋和一條連接通道，其餘地段的發展商仍未興建，有關的延誤讓社會人士難以接受。土地工務運輸局於該年7月回覆上述書面質詢時表示，由於林茂塘一帶土地發展進度各有差異，因此仍未有林茂海邊大馬路行人天橋的具體落成時間。當時部份行人天橋在樓宇入伙時仍未能確定會否與輕軌走線造成衝突，因此曾暫緩興建。基於當時已確定沒有衝突，當局會協調有關土地承批人，盡快展開行人走廊工程。
2016年9月中旬，位於船澳街交界側的行人天橋已落成但尚未啟用，民政總署解釋該項目未通過驗收，因尚有安全問題需承建商執漏解決，冀短期內能接收並對外開放。行人天橋需進行補做一些改善工程，故署方已要求對方執漏，才能接收並開放使用。
2017年6月15日，位於船澳街交界側的行人天橋正式開放使用。作為林茂塘空中走廊其中一部分和首條連接通道和行人天橋，由泉福翡翠至林茂海邊大馬路近海邊的行人路。
2019年6月11日，土地工務運輸局表示，正督促土地承批人履行合同義務，爭取儘快落實興建林茂海邊大馬路的空中走廊及行人天橋規劃。按原來規劃將在林茂海邊大馬路多座新建大廈會興建三座行人天橋，形成空中走廊。
2019年7月12日，有居民向土地工務運輸局反映有關林茂海邊大馬路正在動工之行人天橋的意見，當局表示非常重視。行人天橋連接林茂塘L3地段和海擎天，由其負責設計和興建。局方已通知承建商先行暫停有關工程，並重新檢視建設方案，包括研究將整座行人天橋移向行人專區方向的可行性。
2019年8月15日，土地工務運輸局公布新一批十份規劃條件圖草案，進行為期14日公眾諮詢，其中最受界關注的林茂海邊大馬路近遊艇碼頭土地F及A地段，原規劃興建長者院舍與社會設施，同時規定需要在一樓，建設公共行人走廊，連接相鄰地段，而走廊相鄰的樓層，不應作為住宅用途，建議作為商業或服務。
2021年12月下旬，林茂海邊大馬路第二條行人天橋計劃進行探土，連接旁邊的L3地段和PS1地段。
2022年12月15日，政府跨部門聯同專營公司舉行記者會介紹2023年道路工程施工計劃，當中包括計劃在林茂海邊大馬路近信譽灣畔和兒童遊樂區處及連接海擎天和信愉花園的行人天橋。
2023年4月，林茂塘空中走廊建設再有進展，將興建兩座行人天橋。分別為連接旁邊的L3地段和PS1地段，位於勞校幼稚園旁的“蘭花前地行人天橋”及位於林茂塘市政臨時休憩區前的“林茂海邊大馬路行人天橋設計連建造工程”，兩個項目當時預計2024年竣工。公共建設局表示，其中一條天橋位於林茂塘F地段（林茂塘市政臨時休憩區）旁分別連接林茂塘G地段（信譽灣畔）和近澳門遊艇會一側的海濱走廊；另一條位於林茂塘PS1地段旁（筷子基蘭花前地），分別連接林茂塘L3地段（信愉花園）、PS3地段（運順新邨）和PS1地段（海擎天），兩項行人天橋工程預計在2024年內完工。
2023年10月15日凌晨，近臨時休憩區行人天橋工程其中一段預製鋼結構橋完成吊裝。
2024年3月中下旬，連接海邊走廊的休憩區與林茂塘市政臨時休憩區的林茂海邊大馬路行人天橋建造工程竣工，被公共建設局臨時接收，造價超過1,200萬元，兩端各設置兩台升降機和一條樓梯，並連結信譽灣畔延伸而至的公共人行走廊。
2024年6月19日，蘭花前地行人天橋竣工，天橋橫跨林茂海邊大馬路，連接信愉花園、運順新邨和海擎天，連通林茂海邊大馬路其他行人過路設施及大廈公共人行走廊。交通事務局擬於兩條行人天橋開通後取消天橋周邊的斑马线。
2024年8月27日，近蘭花前地行人天橋啟用，原有的斑馬線（即勞校中學附屬幼稚園對開的斑馬線）同步停用。
2024年11月15日，全長980米的空中走廊線貫通，並正式開放供居民使用。

### 沙梨頭南街／沙梨頭新街行人天橋
2011年11月下旬，筷子基坊會就該區交通流量進行了統計調查，上下班繁忙時段，至少有三千架次車輛行經沙梨頭北街近宏開大廈第九座對開，經常出現人車爭路情況，建議在筷子基的俾若翰街、沙梨頭北街與沙梨頭南街交匯處適當位置興建行天橋，減少人車爭路情況。
2017年8月5日日間，介乎沙梨頭海邊大馬路與海灣南街之間的一段沙梨頭南街(往海灣南街方向)實施封閉交通，“沙梨頭南街／蘭花前地”巴士站暫停使用，4條巴士路線受影響需改道行駛或臨時停靠鄰近巴士站。
2017年8月12日日間，介乎沙梨頭海邊大馬路與海灣南街之間的一段沙梨頭南街(往沙梨頭海邊大馬路方向)將在警方協助下臨時封閉交通。
2017年8月19日日間，介乎沙梨頭海邊大馬路與海灣南街之間的一段沙梨頭新街實施封閉交通，期間7條巴士路線改道行駛，停靠站點維持不變。
2021年2月10日，土地工務運輸局就“沙梨頭南街行人天橋加建無障礙設施設計連工程”公開招標。工程計劃於現有行人天橋近運順新村一側加建通往公共街道的落腳點，預計於該年第二季展開，最長施工期為240個工作天。行人天橋加建無障礙設施後，將進一步提高居民使用行人天橋的便利性。工程包括加建樓梯、升降機及扶手電梯各一座，同時於天橋下方新建所需的機電設施房、遷移地下管線、修復相關路面、設置所需的供電系統及監察系統等。
2021年3月4日，“沙梨頭南街行人天橋加建無障礙設施設計連工程”進行公開開標，土地工務運輸局收到5份競投標書，當中3份被接納、1份有條件接納、1份不被接納，競投金額由約480萬澳門元至約640萬澳門元。工程計劃於現有行人天橋近運順新村一側加建通往公共街道的落腳點，預計於第二季展開，工期由210至220個工作天。
2021年9月3日，因應沙梨頭南街進行行人天橋加建無障礙設施工程，“沙梨頭南街/蘭花前地”巴士站臨時遷移，部分車位和上落客區禁止車輛停泊。
2022年1月下旬，連接沙梨頭南街與沙梨頭新街的兩座行人天橋同步開放，行人天橋設升降機丶扶手梯丶樓梯等設施，橋面寬闊，採半開放設計。人通過天橋可跨過上述兩街道，繞行信步閑庭一層走道，往來運順新邨、聯薪廣場兩座大廈。
2022年3月初，因應沙梨頭南街與沙梨頭新街的兩座行人天橋開放，交通事務局取消天橋下的斑馬線，並以圍欄臨時封閉路口，南街花圃位置斑馬線卻因壓縮垃圾桶保留，雖然當局豎立告示牌，但不少行人似未有留意，徑直穿過臨時圍欄走上馬路，險象環生。
2023年11月下旬，公共建設局表示林茂海邊馬路及蘭花前地行人天橋的進展順利，預計2024年第二季連通，但要打通林茂整區的空中走廊部分位置仍需私人地段配合，會積極與工務部門溝通。

### 沙梨頭海邊大馬路／沙梨頭南街行人天橋
2023年11月下旬，公共建設局表示下一階段會在沙梨頭南街與林茂海邊大馬路交界做一組串連式的行人天橋，會分期進行。
2024年1月31日，公共建設局刊登公告，“沙梨頭海邊大馬路行人天橋建造工程（第一期）”公開招標，將於同年3月4日截標，3月5日上午於公共建設局進行開標，工程將於沙梨頭海邊大馬路與沙梨頭南街交匯處興建架空行人天橋，連接林茂塘空中走廊。工程將分兩期進行，第一期工程將建造連接運順新邨、信步閑庭間及亞洲工業大廈的“L”型的行人天橋，設有升降機、電動扶梯或樓梯等輔助設施，連通相關住宅樓宇之公共人行走廊，最長工期為420工作天；第二期工程因落腳點位置涉及複雜的地下管線改遷，故將視乎情況再適時啟動。
2024年3月5日，「沙梨頭海邊大馬路行人天橋建造工程」第一期工程進行開標，共收到12份標書，當中11份標書當局獲接納，另一份獲有條件獲接納並需在指定日期內補交文件。工程爭取於第二季動工，造價介乎2,900多至4,100多萬，總工期為350至385工作天，“L”型的行人天橋橋身主跨度約為35米及20米，連通林茂空中走廊，形成一個區域性的連續的步行系統。
2024年5月上旬，沙梨頭海邊大馬路行人天橋建造工程（第一期）獲判給實體為新基業工程有限公司。
2024年6月25日，沙梨頭海邊大馬路行人天橋建造工程(第一期)正式動工，項目主要建造連接運順新邨、信步閑庭及亞洲工業大廈的“L”型的行人天橋共3個落腳點。
該工程由“博匯建築工程顧問有限公司”設計，“新基業工程有限公司”承建，“匯博顧問有限公司”監察
。
2025年3月15日、16日、22日、23日、29日及30日，沙梨頭海邊大馬路行人天橋建造工程(第一期)的天橋開展鋼結構吊裝工作。

## 系統組成
據葡屬澳門時期的政府於1995年提出“林茂海邊大馬路都市道路規劃”，擬透過各大廈公共走廊及通道相接駁，打造一條貫穿海擎天至金灣豪庭的空中走廊，但因政府後期監管不力，多棟大廈落成後導致各大廈通間接駁通道及天橋而斷開“一截截”無法成行。空中走廊全長400米，共涉及11個地段，須興建9條公共走廊、7條通道、4條天橋。
據土地工務運輸局於2016年3月回覆本地紙媒查詢時表示，有關規劃要求區內新建樓宇的一樓設置公衆行人走廊，透過樓宇間連接通道接駁（該樓層不得作住宅用途），只可以用作商業和社會服務設施，土地承批人需負責建造與相鄰建築物的連接通道，打造由PS1地段（海擎天）至B2+B3地段（金灣豪庭）的空中行人走廊。截至2016年，包括PS1地段（海擎天）、L3地段（信愉花園）、L2地段（新駿成花園）、L1地段（信潔花園）、J地段（泉福翡翠）、G地段（信譽灣畔）、B地段（信濤灣）、B2+B3地段（金灣豪庭），其餘三個未發展的地段為政府土地，其中A、F地段當時作為規劃興建公共房屋的用地，目前F地段已作為林茂塘市政臨時休憩區。

## 相關爭議及問題
2016年7月下旬，作為空中走廊一部分位於船澳街旁的行人天橋開工興建，當時為直選議員的何潤生口頭質詢政府何時全面貫通。時任土地工務運輸局代局長劉振滄回覆時表示，林茂塘空中步行系統涉11個地段，需建成9條公共走廊、7條通道及4條行人天橋。目前已完成6條公共走廊，正建造1條通道及1條行人天橋，另外有3條公共走廊、6條通道及3條行人天橋待建。劉振滄稱，現時已確定有關的行人天橋與輕軌走線沒牴觸，會敦促土地承批人履行批地合同的規定，若承批人拖延或不履行，政府會保留代替執行有關建設，有關費用將由承批人承擔。
2018年3月25日，在澳廣視《澳門論壇》中指出，位於船澳街交界一側的行人天橋前有幾級樓梯，設計很有問題，輪椅使用者根本無法自行使用電梯上天橋，希望當局改善天橋的無障礙設施。
2019年6月，空中走廊項目只完成一條行人天橋建設，政府早在2017年透露已發函要求相關發展商盡快提交關於配合設置空中走廊的建築計劃。沙梨頭坊會促請政府盡快落實走廊興建時間表，早日建成設施，切勿無限期拖延。
2020年11月中旬，論盡媒體刊登一篇來論要求完善步行系統，認為現時在欠缺檢討城市規劃的環境下，大部分的步行設施連貫性不足，沒足夠的安全過路設施，以及行人道過窄。而興建步行系統能夠吸引市民以步行方式出行，政府應對全澳步行系統進行統一規劃，在有利的條件下建立跨區步行系統及路線。其中建議加快興建林茂塘空中走廊外，重新研究推行青茂口岸至提督馬路之間的步行系統。
2021年6月，新華澳報社評題為“及早規劃落實青茂口岸周邊配套”，當中提到由青茂口岸步行，途經筷子基北灣、綠楊花園休憩區、蘭花前地前往提督馬路與鏡湖馬路交界則只需1.1公里，步行時間約16分鐘。認為透過空中走廊規劃與加快建設，盤活整個區的步行系統，並以北區歷史文化及美食為主軸，研究制定北區步行旅遊路線，美化社區增設「打卡點」，吸引居民旅客逗留，帶動社區經濟。
2022年1月下旬，直選議員施家倫表示，收到市民意見反映，現時僅有一條行人天橋，雖然政府早前開展第二條行人天橋探土工程，但距離天橋落成仍然是遙遙無期，再加上區內斑馬線多，繁忙時段經常發生人車爭路。他呼籲政府仿傚氹仔基馬拉斯大馬路空中走廊規劃興建林茂塘及筷子基一帶空中走廊，有效形成人車分流的局面。
2022年6月中旬，街坊總會北區辦事處聯同交咨委委員和坊會成員走訪各區，瞭解區內交通建設。當中「林茂塘空中走廊」落成無期，街總指隨著筷子基、林茂塘一帶的住宅相繼落成，伴隨人流車流驟增，他們認為空中走廊對紓緩區內交通壓力及行人過路安全有重大作用，建議政府盡快打通連接運順新邨和聯薪廣場的通道，於蘭花前地橫空興建一空中走道，接駁運順新邨及海擎天兩個屋苑，改善出行環境，實現人車分流。
2022年10月中旬，隨著林茂塘與筷子基一帶人多車多，在繁忙時段均出現人車爭路、塞車等情況，更不時發生交通意外，反映該區步行系統建設具有迫切需求。北區社咨委委員傅宇安促請當局進一步規劃筷子基連通青洲區的行人系統，以更好達至綠色出行，真正解決該區存在已久的交通問題。根據《澳門陸路整體交通運輸規劃2021-2030》諮詢報告最終文本，加快完善區內交通規劃，尤其筷子基北灣建設行人天橋，從而接駁已提出多年的筷子基行人系統工作，避免不了了之；並進一步規劃筷子基連通青洲區的行人系統。
2023年2月中旬，北區社區服務諮詢委員會副召集人、聚賢同心協會秘書長高岸峰發表社評，指筷子基區、林茂塘區人口眾多，在上下班高峰，沙梨頭南街、沙梨頭北街及俾若翰街之間道路常常成為「塞車黑點」；林茂塘空中走廊計劃未能落實，區內多個行人天橋未能連接。北區-1詳細規劃要為交通路網接駁預留空間，將周邊道路連接起來，方便市民出行；同時在建設中盡量做到「人車分離」，減少人車在路面爭搶路權，將行人天橋、空中走廊連接起來。期望沙梨頭北街至俾若翰街將興建的行人天橋能解決該處的塞車問題。
2023年4月，作為空中走廊一部分的兩條行人天橋正式動工興建，有街坊認為空中走廊原規劃前瞻，錯在政府遲遲未落實，“政府收則時為何不強硬要求（發展商）做埋？”又指現時林茂塘發展後高廈林立，人口增多，建築成本上升後再建設天橋是“勞民傷財”。